# Când se adună păsările
Când se adună păsările este un film românesc din 1987 regizat de Ion Bostan.